# Сент-Этьен-де-Карла
Сент-Этье́н-де-Карла́ (фр. Saint-Étienne-de-Carlat, окс. Sant Étienne de Carlat) — коммуна во Франции, находится в регионе Овернь. Департамент — Канталь. Входит в состав кантона Вик-сюр-Сер. Округ коммуны — Орийак.
Код INSEE коммуны — 15183.
Коммуна расположена приблизительно в 440 км к югу от Парижа, в 110 км южнее Клермон-Феррана, в 11 км к востоку от Орийака.

## Население
Население коммуны на 2008 год составляло 125 человек.
| 1962 | 1968 | 1975 | 1982 | 1990 | 1999 | 2008 |
| ---- | ---- | ---- | ---- | ---- | ---- | ---- |
| 116  | 145  | 111  | 108  | 105  | 115  | 125  |

## Экономика

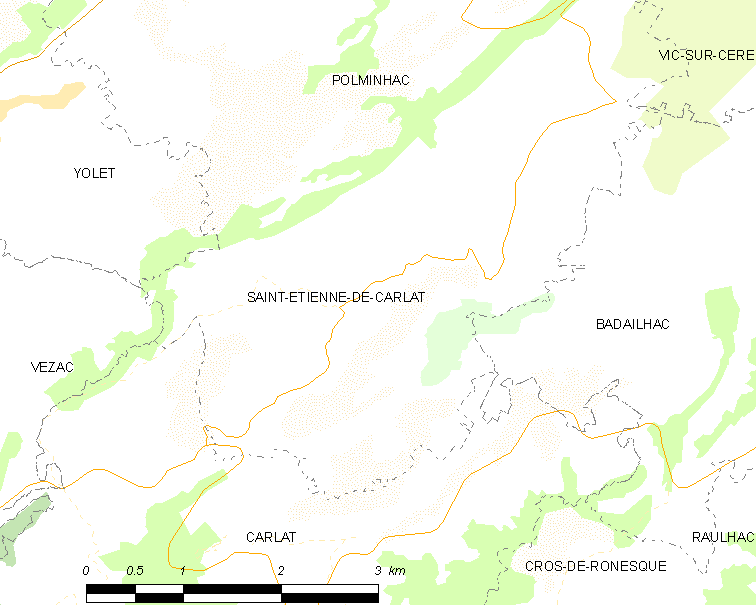
Карта коммуны

В 2007 году среди 71 человека в трудоспособном возрасте (15—64 лет) 58 были экономически активными, 13 — неактивными (показатель активности — 81,7 %, в 1999 году было 74,1 %). Из 58 активных работали 56 человек (31 мужчина и 25 женщин), безработных было 2 (2 мужчин и 0 женщин). Среди 13 неактивных 2 человека были учениками или студентами, 6 — пенсионерами, 5 были неактивными по другим причинам.

## Достопримечательности
- Церковь Сент-Этьен (XIII век). Памятник истории с 1990 года[3]